# Unione Sportiva Orbetello 1941-1942
Questa voce raccoglie le informazioni riguardanti l'Unione Sportiva Orbetello nelle competizioni ufficiali della stagione 1941-1942.

## Rosa
| N. |                   | Ruolo | Calciatore       |
| -- | ----------------- | ----- | ---------------- |
|    | Italia (bandiera) | C     | Attilio Bertini  |
|    | Italia (bandiera) | A     | A. Bertocchi     |
|    | Italia (bandiera) | P     | Ubaldo Biagini   |
|    | Italia (bandiera) | D     | Ivo Casalini     |
|    | Italia (bandiera) | A     | Marino Conforti  |
|    | Italia (bandiera) | P     | Mario Conforti   |
|    | Italia (bandiera) | A     | M. Farina        |
|    | Italia (bandiera) | P     | Ilio Ganni       |
|    | Italia (bandiera) | A     | Romolo Giancarli |
|    | Italia (bandiera) | C     | R. Leporati      |
|    | Italia (bandiera) | D     | Manfredo Mariani |

| N. |                   | Ruolo | Calciatore        |
| -- | ----------------- | ----- | ----------------- |
|    | Italia (bandiera) | A     | Ippolito Montiani |
|    | Italia (bandiera) | D     | Luigi Passerini   |
|    | Italia (bandiera) | D     | Luigi Petrossi    |
|    | Italia (bandiera) | D     | Silvano Pinori    |
|    | Italia (bandiera) | A     | V. Salvati        |
|    | Italia (bandiera) | C     | Renato Simoni     |
|    | Italia (bandiera) | D     | Walter Soldi      |
|    | Italia (bandiera) | A     | Igino Torriti     |
|    | Italia (bandiera) | D     | Mario Vendemmiati |
|    | Italia (bandiera) | A     | Luigi Villari     |